# Isterie
Isteria este un termen care se referă la un exces emoțional de nestăpânit. DEX explică isteria ca o "boală nervoasă caracterizată prin apariția unor simptome neurologice foarte variate, nejustificate de existența unor leziuni și declanșate prin șocuri emotive (accese de râs sau de plâns, convulsii, sufocări etc.), sugestie sau autosugestie etc.". 